# Gaïl

Gaïl est un album de bande dessinée mettant en scène le personnage de Lone Sloane, scénarisé et dessiné par Philippe Druillet.

## Fiche technique
- Scénario : Philippe Druillet
- Dessin : Philippe Druillet
- Couleurs :
- Première édition : 1978
- Éditeur : Dargaud, puis L'Écho des savanes
- Nombre de planches : 46
- (ISBN 2-226-11469-6) pour l'édition 2000

## Résumé
Pour une raison inconnue, Sloane a perdu la mémoire, ses pouvoirs, ses compagnons et son vaisseau. Pris dans une rafle, il est emmené à Sainte-Marie-des-Anges, le bagne impérial démesuré où l'attendent deux destins possibles : la mort ou la revente, comme esclave-mercenaire, aux princes qui guettent le premier signe de faiblesse de l'Empire de Shaan. Le premier d'entre eux est Iriam Merennen de l'Araignée rouge, qui bâtit une armée de cyborgs sur Gaïl la planète géante.
Mais les énigmatiques entités qui manipulent Sloane ont d'autres projets. Ils le réveillent et lui rendent ses pouvoirs. Sloane lance alors une gigantesque révolte aidée de démons invoqués par lui. Sainte-Marie-des-Anges est désormais la première forteresse des rebelles opposés à Shaan : pour y mettre un terme, Merennen et Shaan dépêchent leurs flottes qui s'entredétruisent autour du bagne.
Conscient d'être manipulé, Sloane descend en Enfer chercher ses bourreaux. Il a en effet compris que ces êtres veulent envahir la galaxie humaine pour y vivre à nouveau, comme ils le faisaient jadis sur Gaïl avant d'en être chassés par Merennen, et que les agissements de Sloane, Shaan et Merennen sont en partie dus à leurs manigances visant à affaiblir le monde des vivants. En les détruisant, Sloane détruit aussi Merennen par une étrange boucle de causalité, ce qui laisse Shaan seul face aux rébellions qui embrasent l'empire. Lui n'a qu'un désir, retrouver son ami Yearl et finir leurs vies « ivres et damnés ».

## Personnages
- Iriam Merennen, prince fou de guerre, ses hommes-machines et ses agents
- Lone Sloane, néo-terrien aux yeux rouges, et ses compagnons détenus
- Wolfgang Bourguÿbah, commandant désabusé de Sainte-Marie, ses gardes et ses docteurs Tre-2
- Le noir terrifiant et le sans nom, démons antiques
- Le seigneur Ripp, amiral de la flotte de Shaan, ravi de détruire celle de Merennen

## Lieux
- Sainte-Marie des Anges, bagne de l'Empire baigné d'ondes psi démoralisantes, corrompu à mort
- Gaïl, la planète géante, jadis paradis des fleurs et des oiseaux, désormais enfer de métal de Merennen
- L'autre sphère, séjour des entités qui manipulent la galaxie, sorte d'île des morts revisitée en monastère gothique

## Compléments

### Référence bibliographique
- Henri Filippini, « Gaïl », Schtroumpfanzine, no 21,‎ juillet 1978, p. 23.
- Patrick Gaumer & Claude Moliterni, Dictionnaire mondial de la Bande Dessinée, Éditions Larousse, Paris, 1994,  (ISBN 2-03-523510-3).